# Горбова (городище)
Го́рбова — слов'янське городище-святилище на східному краю піщаної височини неподалік однойменного села, що в Герцаївському районі, Чернівецької області. 
Городище розташоване на мису правого берега Прута. 
Центральний майданчик городища (діаметр 30 м) оточений кільцевим валом і ровом, до нього примикають два бічні майданчики, розташовані на схилі і також обмежені валами. 
Плоска вершина центрального валу й уступ з його внутрішнього боку вимощені камінням, покриті вугіллям, обпаленою глиною і кістками тварин. 
Сліди вогнищ простежуються на вершині валів, які оперізують бічні майданчики городища. 
Культурного шару немає. 
Поруч розташовано селище IX—X ст.